# بيت حموله
بيت حموله مسلسل تلفزيوني كويتي، عٌرض في شهر رمضان 2025، من إخراج سائد بشير الهواري ومن تأليف جميلة جمعة ومن بطولة إلهام الفضالة، طيف شهد الياسين، في الشرقاوي وليالي دهراب.

## ملخص القصة
تتلاعب أم أرملة بحياة أولادها وأزواجهم، مما يثير صراعات حول التقاليد والرغبات الشخصية، وكل ذلك باسم حبها الخانق لهم.

## بطولة
- إلهام الفضالة
- طيف
- شهد الياسين
- في الشرقاوي
- ليالي دهراب
- حسين الحداد
- شيلاء سبت
- عبد الله البلوشي
- منصور البلوشي
- علي محسن
- شملان العميري
- غرور صفر
- زينب كرم
- زينب يوسف
- شيماء قمبر
- أحمد بن حسين
- علي بن حسين
- زهراء دهراب
- نديمة سنان
- سمية يوسف